# Московское училище ордена Святой Екатерины
Московское училище ордена Святой Екатерины (Московский Екатерининский институт благородных девиц) — одно из первых женских учебных заведений в России.

## Исторические сведения
Московское училище ордена Св. Екатерины было основано по инициативе императрицы Марии Фёдоровны в 1802 году, когда план по его созданию 22 апреля был утверждён Александром I; в следующем году 10 февраля состоялось его открытие «для дворянских дочерей недостаточного состояния, преимущественно Московской губернии», матери правившего тогда императора Александра I. Целью его было дать девушкам из малоимущих дворянских семей «надлежащее воспитание, которое впоследствии должно составлять их богатство и приданое». Организован по образу и подобию созданного ранее в столице Екатерининского института. Число воспитанниц было определено в 60 человек, разделённых на два класса — старший и младший — обучение в каждом из которых было рассчитано на 3 года. Таким образом, полный курс института составлял 6 лет, а общие приёмы и выпуски происходили каждые три года, соответственно, приём — в августе, выпуск — в феврале-марте. Приобретённый в Москве дом позволял также воспитание пенсионерок, число которых быстро превысило число воспитанниц, что потребовало открытия в каждом классе нескольких особых отделений.
Годовой доход первоначально был назначен в 34 тысячи рублей, которые жертвовали члены царской семьи:
- 18 тысяч — сам император;
- 3 тысячи — его брат, великий князь Константин,
- по 2 тысячи — супруга императора Елизавета Алексеевна, его братья, великие князья Николай и Михаил;
- по тысяче — сёстры императора Мария, Екатерина и Анна, всего три тысячи рублей;
- 6 тысяч — сама вдовствующая императрица[3].

Учебная программа включала: русскую словесность, Закон Божий, французский и немецкий языки, арифметику, географию, историю общую и естественную, физику. Кроме того преподавались музыка, рисование, рукоделие. Серьёзное внимание уделялось самостоятельному творчеству учащихся. Режим дня был строг и насыщен. Ученицы вставали в 6 часов утра и, с перерывами, занимались до 8 часов вечера.
По первоначальному уставу Екатерининское училище принимало на обучение барышень из малообеспеченных дворянских семей, однако уже 18 января 1804 года Александр I утвердил план создания при училище отделения для девиц прочих сословий. Открытие «Училища для мещанских девиц в Москве» состоялось 30 августа 1805 года. Курс обучения разделялся также на два класса, младший и старший, но штатной численностью по 40 девиц; в каждом ученицы должны были пробыть по три года; в классах было по три отделения. С 12 декабря 1807 года мещанское отделение стало называться Александровским; в 1842 году оно было выделено в самостоятельное Мещанское училище, на основе которого, в свою очередь, в 1891 году был открыт Александровский женский институт, размещавшейся на Новой Божедомке.

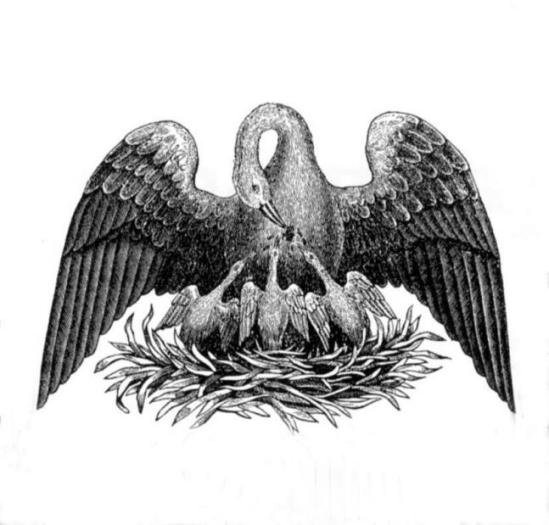
Эмблема ведомства учреждений Императрицы Марии

Оба московских женских института, Екатерининский и Александровский, к 1917 году принадлежали Ведомству учреждений Императрицы Марии. 4 марта 1917 года Ведомство было упразднено, его учреждения были подчинены Министерству народного просвещения, а Канцелярия ведомства переименована в Управление Мариинскими благотворительными и учебными заведениями. 12 мая 1917 года Ведомство было включено в состав Министерства государственного призрения. 12 декабря 1917 года все учреждения бывшего Ведомства по управлению детскими приютами были упразднены, и 23 февраля 1918 года переданы в ведение Народного комиссариата просвещения.

## История здания
Здание, в котором разместили Екатерининский институт, первоначально принадлежало графу Салтыкову, который построил себе «загородный двор» с палатами и регулярным парком. В 1777 году это имущество попало в казну и здесь открыли Инвалидный дом для офицеров и солдат с домовой церковью. К открытию училища дом перестроил архитектор И. Д. Жилярди в 1802 году. В период 1804—1808 годов с обеих сторон здания были сделаны пристройки.
Во время пожара 1812 года здание было повреждено, и в 1826—1827 годах Доменико Жилярди и Афанасий Григорьев реконструировали его в формах позднего классицизма.
Перед зданием в 1818 году разбили площадь, получившую по институту название Екатерининской (ныне Суворовская); за ним устроили Екатерининский парк с прудом. С 1826 по 1830 годы были построены два боковых корпуса; 14 сентября 1830 года митрополит Филарет освятил Екатерининскую церковь, размещённую в главном корпусе.
С 1928 года (1925 — у Сытина) в здании разместился Центральный дом Красной Армии (ныне Центральный дом Российской Армии).

## Начальницы училища
- 1802–1807: Брейткопф, Анна Ивановна
- 1807—1814: Е. В. Перре[10]
- 1826–1852: Певцова Софья Карловна
- 1852–1867: Дейер (Деер) (урожд. Голенищева-Кутузова) Анастасия Александровна
- 1867–1883: Мингалёва Любовь Сергеевна
- 1883–1892: Нейдгардт Варвара Александровна
- 1892–1908[11][12][13]: Краевская Ольга Степановна[14].
- 1908–1917: Гунделах, Аделаида Фёдоровна[12][15]

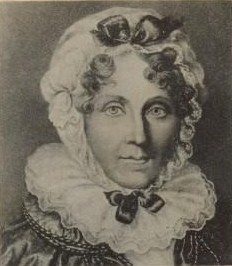
А. И. Брейткопф
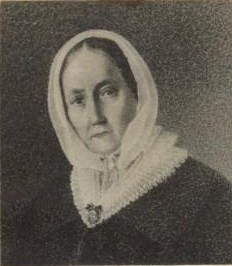
С. К. Певцова
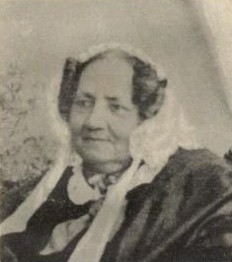
А. А. Дейер
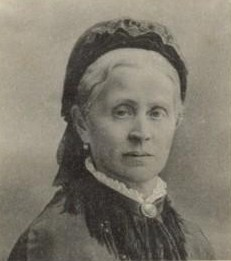
Л. С. Мингалёва
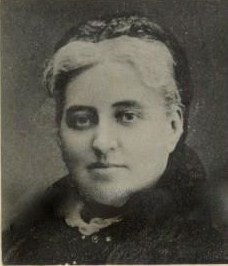
В. А. Нейдгардт
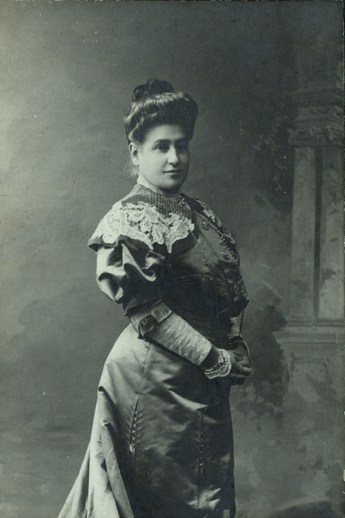
О. С. Краевская

Мещанским отделением руководила инспектриса училища.
Первым инспектором классов в 1803 году был назначен И. А. Гейм.

## В художественной литературе
Именно сюда приезжали со Знаменки на бал юнкера Александровского училища в романе А. И. Куприна «Юнкера»:

Дрозд начинает читать, мучительно растягивая свои яти:
- По распоряжению начальника училища сегодня наряжены на бал, имеющий быть в Екатерининском женском институте, двадцать четыре юнкера, по шести от каждой роты. От четвёртой роты поедут юнкера:
Он делает небольшим молчанием двоеточие, совсем маленькое, всего в полторы секунды, но в этот короткий промежуток сотни тревожных мыслей пробегают в голове Александрова…
— Глава XVI. Дрозд.